# Bobby Hull

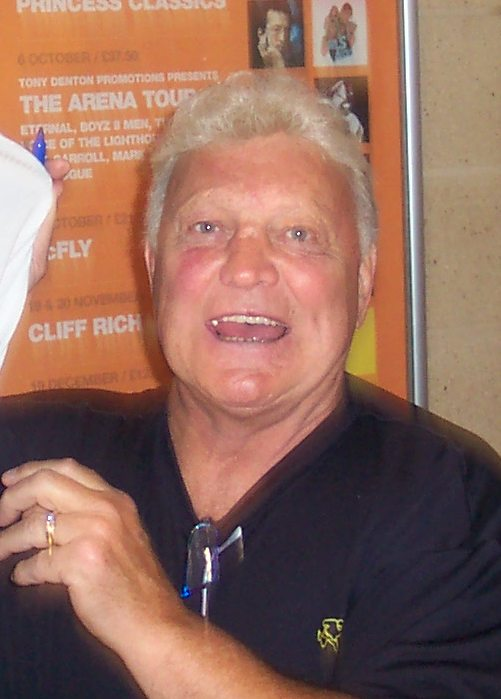
Bobby Hull, em 2006.

Bobby Hull, OC (3 de janeiro de 1939 - 30 de janeiro de 2023) foi um canadense profissional em hóquei no gelo filiado à organização profissional esportiva National Hockey League, a NHL.
Em seus 23 anos na National Hockey League (NHL) e na World Hockey Association (WHA), Hull jogou pelo Chicago Black Hawks, Winnipeg Jets e Hartford Whalers. Ele ganhou o Troféu Hart Memorial como o jogador mais valioso da NHL duas vezes e o Troféu Art Ross como artilheiro da NHL três vezes, enquanto ajudava os Black Hawks a vencer a Copa Stanley em 1961. Ele também liderou os Winnipeg Jets da WHA aos campeonatos da Copa Avco em 1976 e 1978. Ele liderou a NHL em gols sete vezes, o segundo maior número de qualquer jogador da história, e liderou a WHA em gols mais uma vez, sendo o jogador mais valioso da WHA duas vezes. Ele foi eleito para o Hockey Hall of Fame em 1983, o Ontario Sports Hall of Fame em 1997 e recebeu o Prêmio Internacional Wayne Gretzky em 2003. Em 2017, Hull foi nomeado um dos '100 Maiores Jogadores da NHL' da história.